# Juan Carlos Maccarone
Juan Carlos Maccarone (* 19. Oktober 1940 in Buenos Aires; † 29. März 2015 in Don Orione) war ein argentinischer Geistlicher und Bischof von Santiago del Estero.

## Leben
Maccarone studierte Katholische Theologie und empfing am 17. Dezember 1968 die Priesterweihe.
Papst Johannes Paul II. ernannte ihn am 30. Januar 1993 zum Weihbischof in Lomas de Zamora und Titularbischof von Mauriana. Der Bischof von Lomas de Zamora, Desiderio Elso Collino, spendete ihm am 21. April desselben Jahres die Bischofsweihe; Mitkonsekratoren waren Héctor Gabino Romero, Bischof von Rafaela, und José María Arancedo, Bischof von Mar del Plata.
Am 3. Juli 1996 wurde er zum Bischof von Chascomús ernannt und am 24. September desselben Jahres in das Amt eingeführt. Am 18. Februar 1999 wurde er zum Bischof von Santiago del Estero ernannt und am 29. Mai desselben Jahres in das Amt eingeführt.
Maccarone gab sein Bischofsamt am 19. August 2005 ohne Angabe von Gründen auf, der Rücktritt wurde von Papst Benedikt XVI. angenommen. Laut verschiedenen Medienberichten stand der Amtsverzicht in Zusammenhang mit einem Video, das Maccarone mit einem jungen Mann beim Geschlechtsverkehr zeige. Die Existenz des Videos, das zunächst einer argentinischen Zeitung angebotenen worden war, wurde von der Los Angeles Times und der Catholic News Agency bestätigt. Laut dpa schloss der Sprecher des Erzbistums in der Hauptstadt Buenos Aires nicht aus, dass es sich um eine „politisch motivierte Rache“ handeln könne. Maccarone habe sich energisch für die Armen in seiner Provinz eingesetzt und gegen die Korruption gekämpft. Die Zeitung schrieb, sie habe die Informationen von einem einflussreichen Unternehmer aus der Provinz. 
Nach seinem Rücktritt zog sich Maccarone in die Ortschaft Don Orione in der Provinz Buenos Aires zurück. Nach längerer Krankheit starb er dort 2015 im Alter von 74 Jahren. Seine Beisetzung fand am 30. März desselben Jahres statt.